# Internationale Filmfestspiele von Cannes 1983
Die 36. Internationalen Filmfestspiele von Cannes 1983 fanden vom 7. Mai bis zum 19. Mai 1983 statt.

## Wettbewerb
Im Wettbewerb des diesjährigen Festivals wurden folgende Filme gezeigt:
| Filmtitel                                        | Regisseur                  | Produktionsland                   | Darsteller (Auswahl)                                    |
| Bahnhof für zwei                                 | Eldar Rjasanow             | Sowjetunion                       |                                                         |
| Die Ballade von Narayama*                        | Shohei Imamura             | Japan                             |                                                         |
| Carmen                                           | Carlos Saura               | Spanien                           | Antonio Gades, Laura del Sol                            |
| Comeback der Liebe                               | Bruce Beresford            | USA                               | Robert Duvall, Tess Harper                              |
| Cross Creek                                      | Martin Ritt                | USA                               | Mary Steenburgen, Rip Torn, Peter Coyote                |
| Eréndira                                         | Ruy Guerra                 | Frankreich, Mexiko, Deutschland   | Irene Papas, Cláudia Ohana, Michael Lonsdale            |
| Furyo – Merry Christmas, Mr. Lawrence            | Nagisa Ōshima              | Großbritannien, Japan, Neuseeland | David Bowie, Tom Conti, Takeshi Kitano                  |
| Das Geld                                         | Robert Bresson             | Frankreich, Schweiz               |                                                         |
| Die Geschichte der Piera                         | Marco Ferreri              | Italien, Deutschland, Frankreich  | Isabelle Huppert, Hanna Schygulla, Marcello Mastroianni |
| Hitze und Staub                                  | James Ivory                | Großbritannien                    | Christopher Cazenove, Greta Scacchi, Julian Glover      |
| Ein Jahr in der Hölle                            | Peter Weir                 | Australien                        | Mel Gibson, Sigourney Weaver, Linda Hunt                |
| Kharij                                           | Mrinal Sen                 | Indien                            | Anjan Dutt, Mamata Shankar                              |
| The King of Comedy                               | Martin Scorsese            | USA                               | Robert De Niro, Jerry Lewis                             |
| Die Mauer                                        | Yılmaz Güney               | Türkei, Frankreich                |                                                         |
| Der Mond in der Gosse                            | Jean-Jacques Beineix       | Frankreich, Italien               | Gérard Depardieu, Nastassja Kinski, Victoria Abril      |
| Ein mörderischer Sommer                          | Jean Becker                | Frankreich                        | Isabelle Adjani, Alain Souchon                          |
| Nostalghia                                       | Andrei Tarkowski           | Italien, Sowjetunion              | Oleg Jankowski, Erland Josephson                        |
| Der Sinn des Lebens                              | Terry Jones, Terry Gilliam | Großbritannien                    | Graham Chapman, John Cleese, Eric Idle                  |
| El Sur – Der Süden                               | Víctor Erice               | Spanien, Frankreich               |                                                         |
| Der Tod des Mario Ricci (La Mort de Mario Ricci) | Claude Goretta             | Schweiz, Frankreich, Deutschland  | Gian Maria Volonté, Heinz Bennent, Mimsy Farmer         |
| Der verführte Mann                               | Patrice Chéreau            | Frankreich                        | Jean-Hugues Anglade, Vittorio Mezzogiorno, Lisa Kreuzer |
| Visszaesök                                       | Zsolt Kézdi-Kovács         | Ungarn                            |                                                         |

* = Goldene Palme

## Internationale Jury
William Styron war in diesem Jahr Jurypräsident. Er stand folgender Jury vor: Henri Alekan, Yvonne Baby, Sergei Bondartschuk, Youssef Chahine, Souleymane Cissé, Gilbert de Goldschmidt, Mariangela Melato, Karel Reisz und Lia Van Leer.

## Preisträger
- Goldene Palme: Die Ballade von Narayama
- Großer Preis der Jury: Der Sinn des Lebens
- Sonderpreis der Jury: Kharij
- Bester Schauspieler: Gian Maria Volontè in Der Tod des Mario Ricci
- Beste Schauspielerin: Hanna Schygulla in Die Geschichte der Piera
- Bester Regisseur: Robert Bresson für Das Geld und Andrei Tarkowski für Nostalghia
- Beste künstlerische Einzelleistung: Carlos Saura für Carmen
- Technikpreis: Carmen

## Weitere Preise
- FIPRESCI-Preis: Nostalghia
- Preis der Ökumenischen Jury: Nostalghia